# Jacamim-de-costas-brancas
Psophia leucoptera é uma espécie de ave da família Psophiidae. Seus nomes populares são jacamim-de-costas-brancas e jacamim-copetinga.
Pode ser encontrada nos seguintes países: Bolívia, Brasil e Peru.
Os seus habitats naturais são: florestas subtropicais ou tropicais úmidas de baixa altitude.

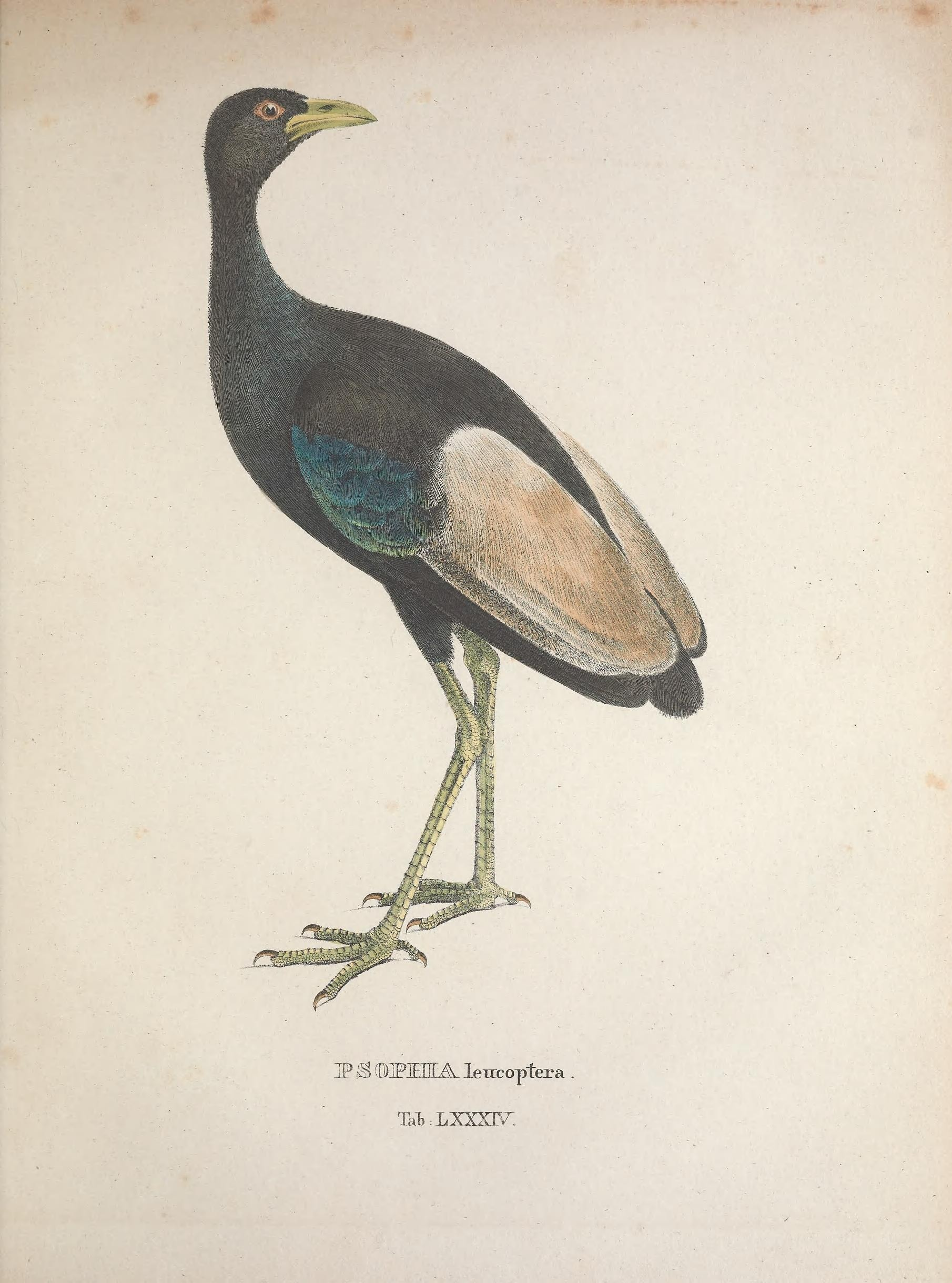
Imagem de Johann Baptist von Spix, 1825